# Мельбурнский кубок
Мельбурнский Кубок (Melbourne Cup) — знаменитые скачки на ипподроме Flemington Park в пригороде Мельбурна (Австралия), самый престижный двухмильный гандикап в мире, центральное событие красочного массового весеннего праздника (Melbourne Cup Carnival) в штате Виктория, который в свою очередь является грандиозным завершением Spring Racing Carnival, общенационального праздника, длящегося с апреля по ноябрь.

## История
История Melbourne Cup началась в 1861 году, когда переселенцы-колонисты из Англии, привезшие на чужой континент свой любимый вид спорта, организовали тут двухмильные скачки с призовым фондом в 170 фунтов и золотые часы (в 1865 году победителю вручили серебряный шар). В первых соревнованиях участвовало всего 17 жокеев.

## Скачки
Сегодня призовой фонд этих престижных соревнований составляет более 5 млн австралийских долларов плюс денежные трофеи, а день скачек (первый вторник ноября) официально признан государственным выходным штата с 1877 года.
Скачки проводятся под эгидой Victoria Racing Club, участвовать могут как местные лошади (чистокровная верховая порода, возраст от трех лет), так и претенденты из других стран. Последние проходят предварительный карантин в две недели по австралийским стандартам.
Дистанция этих гладких скачек составляет 3 200 метров (две мили). Скачки представляют собой гандикап, где шансы лошадей разного возраста уравниваются с помощью дополнительного груза.
Сам забег стартует строго в 15:20 и на несколько минут «жизнь нации останавливается», так как за скачкой наблюдают десятки тысяч зрителей на ипподроме, а на все радио- и телеприемники ведется прямая трансляция. По статистике за соревнованиями единовременно наблюдают более чем 700 миллионов человек в более чем 120 странах.

### Факты
Официальный рекорд скачек, установленный в 1990 году, составляет 3 минуты 16,3 секунды (лошадь Kingstone Rule).
Всего одной лошади — Makybe Diva — удалось выиграть эти скачки три раза подряд (2003 г., 2004 г., 2005 г.). Ещё четырём лошадям удавалось сделать это дважды: Archer (1861 г. и 1862 г.), Peter Pan (1932 г. и 1934 г.), Rain Lover (1968 г. и 1969 г.) и Think Big (1974 г. и 1975 г.).
Самой же легендарной лошадью Кубка стал рыжий Phar Lap, любимец всего континента. За свою карьеру (тридцатые года XX века) он выиграл более 65 000 фунтов призовых (37 из 51 призов), пережил несколько покушений, а после его смерти сердце и скелет лошади перешли на хранение в Национальный музей страны.
В 1946 году на ипподроме Флемингтона была введена система фотофиниша.
В 1987 году в соревнованиях приняла участие первая женщина-жокей, Maree Lyndon.
В 2015 году Кубок впервые достался женщине Мишель Пейн.

## Развлечения
Помимо собственно спортивных соревнований, в дни Кубка здесь проходит масса мероприятий: народные гуляния, детские праздники, дегустации, танцы и непременные модные дефиле. Целую неделю Флемингтон является культурным и развлекательным центром страны.
Официально день скачек, вторник, именуется Emirates Melbourne Cup Day. Помимо него на Кубке Мельбурна происходят ещё три уникальных соревнования — AAMI Victoria Derby Day в субботу накануне, Oaks Day в следующий четверг и Stakes Day в следующую субботу.
Oaks Day носит также неофициальное название «дня стиля», так как именно в четверг проходит финал конкурса Fashions On The Field, когда самые стильно одетые дамы и джентльмены получают за свой внешний вид крупные денежные призы. Умопомрачительные шляпки и наряды непременная часть праздника с 1962 года, когда после скачек здесь прошло первое модное дефиле, имевшее целью привлечь к событию зрительниц-женщин. Сегодня к Fashions On The Field приковано столько же внимания, сколько и к самим скачкам.
Stakes Day считается днем семьи. В завершающую субботу праздника во Флемингтоне проходят массовые гуляния, карнавалы и многочисленные семейные забавы с участием детей.
Цветы, особенно розы, являются важным компонентом праздничной недели во Флемингтоне. Ипподром в эти дни богато украшен живыми цветами, за которыми следит штат садовников, а каждый день Кубка имеет свой цветок-символ: AAMI Victoria Derby Day — цветок кукурузы, Melbourne Cup Day — жёлтая роза, Oaks Day — розовая роза, Stakes Day — красная роза.